# Элиава, Георгий Григорьевич
Георгий Григорьевич Элиава (груз. გიორგი ელიავა; 13 января 1892 — 10 июля 1937) — грузинский микробиолог, работал с бактериофагами. Основоположник фаготерапии.

## Биография
Георгий Элиава родился в Сачхере. С 1909 по 1912 год он изучал медицину в Новороссийском университете, затем до 1914 года продолжал учёбу в Женеве, получил высшее образование в Московском университете в 1916 году. В том же году он стал начальником бактериологической лаборатории в Трабзоне, в 1917 году возглавлял бактериологическую лабораторию в Тбилиси. Во время Первой мировой войны длительное время работал в составе Кавказского бактериологического отряда В. А. Барыкина и в начале 1917 года одно время исполнял обязанности его начальника.
В 1918—1921 годах и, вторично, в 1926—1927 годах работал в Институте Пастера в Париже, где познакомился с Феликсом д’Эреллем, одним из первооткрывателей бактериофагов — вирусов, которые инфицируют бактерии.
Элиава оценил огромный потенциал бактериофагов для лечения микробных заболеваний и перенёс свои исследования в Тбилиси. С 1922 года сотрудничал на кафедре гигиены Тбилисского университета.
В 1923 году Элиава основал бактериологический институт в Тбилиси на базе лаборатории которую он возглавлял с 1921 года, с целью исследования бактериофаговой терапии. Через некоторое время к нему присоединился и сам Феликс д’Эрелль.
С 1927 года Элиава заведовал кафедрой гигиены на медицинском факультете в Тбилиси, а с 1929 года — кафедрой микробиологии. В 1934 году создал в Тбилиси Центр по изучению чумы, который возглавлял до своего ареста.
В 1938 году Институт бактериофагов, созданный Георгием Элиавой, был объединён с Институтом микробиологии и эпидемиологии. Объединённый институт находился под управлением Наркома здравоохранения Грузии до 1951 года, когда он был передан системе Институтов вакцин и сывороток министерства здравоохранения СССР.
Георгий Элиава был женат на известной оперной певице Амелии Элиава-Воль-Левицкой (сценическое имя Мелания) .
В 1937 году Элиава был арестован и вместе с женой расстрелян как «враг народа»: либо за то, что принадлежал к интеллектуальной элите, либо из-за того, что он и Лаврентий Берия оказывали внимание одной и той же женщине.
После расстрела обоих родителей, его единственная дочь — Ганна, которой на тот момент было 24 года, была на пять лет выслана из Тбилиси в Казахстан. Правнук, Дмитрий Девдариани, драматург, проживает в Англии.

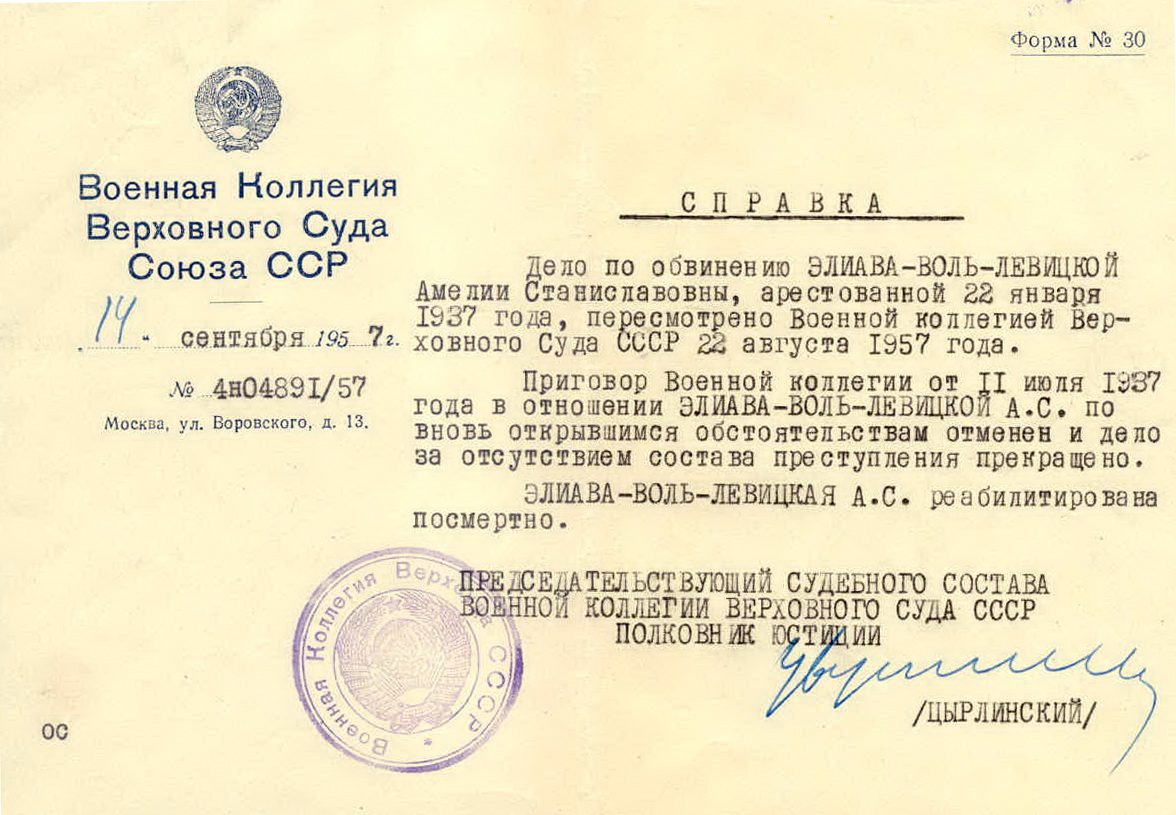

14 сентября 1957 года жена Г. Г. Элиавы — Амелия Элиава-Воль-Левицкая была посмертно реабилитирована.

## Память
В 1988 году бактериологический институт в Тбилиси был переименован в честь своего основателя и стал именоваться Институтом бактериофагии, микробиологии и вирусологии им. Георгия Элиавы.
На д. 20 по улице Павла Ингороквы в Тбилиси установлена мемориальная доска.